# Een gelukkige dag
Een gelukkige dag is een dichtbundel van Gabriele Wohmann (1932-2015) uit 1990 die eerder dat jaar in eerste editie door dezelfde uitgever was gepubliceerd onder de titel Ein glücklicher Tag.

## Geschiedenis
De uitgever Gert Jan Hemmink was bij de Arbeiderspers verantwoordelijk voor luxe edities van bij die uitgeverij verschenen uitgaven. Later zette hij zijn eigen uitgeverij op, AMO, waarbij uitgaven in (zeer) kleine oplagen verschenen die hij liet drukken door verschillende private pressdrukkers. In 1990 liet hij van Wohmann voor het eerst een Duitstalig werk verschijnen dat niet in Duitsland was gepubliceerd: Ein glücklicher Tag; hierin werden zes gedichten gebundeld die in opdracht van AMO (Hemmink) speciaal door Wohmann werden geschreven. Nog datzelfde jaar liet hij de gedichten vertalen door Paul Beers, drukken door Hein Elferink en uitgeven door zijn AMO.

## Inhoud
De bundel bevat zes gedichten waarvan het eerste ook de titel aan de bundel gaf. De beginregels ervan luiden:
Vandaag sta ik erop:
Ik wil een gelukkige dag.
De opgenomen gedichten dragen in vertaling de volgende titels:
Een gelukkige dag
I.K., 85 jaar oud
De levensvervulling van de buurvrouw
Lokaal gesprek
Het innerlijk beeld
In het behaaglijke bed

## Uitgave
De ongepagineerde uitgave verscheen, blijkens het colofon, in een oplage van 40 exemplaren. Alle exemplaren werden op de pers genummerd en gesigneerd in het colofon door de dichter. De drukker te Assen zette de uitgave uit de letter Bembo en drukte 28 arabisch genummerde exemplaren op papier van Zerkall-Bütten. Deze laatste exemplaren werden eenkleurig gedrukt en ingenaaid voorzien van een los zwart, met zilver bedrukt omslag.
Daarnaast werden er XII exemplaren romeins genummerd, gebonden in halfperkament en gestoken in een foedraal. Deze twaalf luxe-exemplaren werden in twee kleuren gedrukt op Velin Arches-papier en door Binderij Phoenix gebonden. De eerste III exemplaren werden op naam gedrukt van auteur, drukker en uitgever. De romeins genummerde editie, hoewel gezet met hetzelfde zetsel, heeft een aanzienlijk groter formaat dan de arabisch genummerde editie: 35 bij 17 cm in plaats van 25,5 bij 16 cm, en volgt daarmee de Franstalige traditie van exemplaire grand papier.